# Leuclathrina asconoides
Leuclathrina asconoides är en svampdjursart som beskrevs av Borojevic och Boury-Esnault 1987. Leuclathrina asconoides ingår i släktet Leuclathrina och familjen Leucaltidae. Inga underarter finns listade i Catalogue of Life.